# Rijksstad Bopfingen
De rijksstad Bopfingen was een tot de Zwabische Kreits behorende rijksstad binnen het Heilige Roomse Rijk.
In de achtste en negende eeuw bezat de abdij van Fulda bezittingen in Bopfingen. Een plaatselijke adel wordt pas vermeld in 1153, als de plaats al in bezit is van de Hohenstaufen. Keizer Frederik I heeft het plan de stad aan zijn zoon te schenken als huwelijksgoed. In 1242 verschijnt de stad op een belastinglijst als rijksstad. Koning Adolf en keizer Karel IV verpanden de stad, maar Bopfingen weet uiteindelijk toch zijn zelfstandigheid te behouden. In 1546 wordt de Reformatie ingevoerd.
In de Reichsdeputationshauptschluss van 25 februari 1803 wordt in paragraaf 2 de inlijving bij het keurvorstendom Beieren vastgesteld.
Bij het grensverdrag van 18 mei 1810 wordt vastgelegd dat Bopfingen door het koninkrijk Beieren aan het koninkrijk Württemberg wordt overgedragen.